# Туя сичуанська
Туя сичуанська (Thuja sutchuenensis, кит.: 崖柏, ya bai) — вид хвойних рослин родини кипарисових.

## Поширення, екологія
Країни зростання: Китай (Чунцин, регіонально вимерлий — Хубей, Шаньсі). Займає круті схили і хребти вапнякових гірських схилів між 800 м і 2100 м над рівнем моря в суміші покритонасінних чагарників і лісів. Ґрунт — гірська жовто-коричнева земля з вапняку, багата органічною речовиною (2.3–3 %) і з товстим шаром гумусу (близько 20 см) і рН 6.2–7. Клімат помірно теплий і вологий з середньорічною кількістю опадів ≈ 1400 мм. Інші пов'язані хвойні Tsuga chinensis, Cephalotaxus fortunei, Torreya fargesii, Pinus armandii, Pinus henryi; з покритонасінних — Quercus, Carpinus, Fraxinus, Trachycarpus, Juglans, Dendropanax, Cinnamomum, Broussonetia, Cotinus, Cycobalanopsis, Fagus і багато інших, більшість з них листяні.

## Морфологія
Дерево до 20 м заввишки, іноді кущ; як правило, з одним круглим стовбуром до 30 см діаметром і пірамідальною кроною розлогих, висхідних гілок. Кора волокниста, оранжево-коричнева, коли молода, стаючи сіро-коричневою, тонкою, швидше лущиться. Лускоподібні листки довжиною 1,5–4 мм, зверху зелені, і з вузькими білими смугами знизу. Пилкові шишки жовто-зелені, дозрівши, коричневі, поодинокі, майже кулясті, 2–3 мм довжиною; мікроспорофілів 6–8, кожен з (2 або) 3 пилковими мішками. Шишки еліпсоїдні, 5–8 × 3–4 мм. Насіння яйцеподібно-довгасте, 3–4 × 1,5 мм; крил 2, шириною 0,5 мм, однакового розміру і форми. Сім'ядолі 2.

## Використання
Деревина цього виду м'яка, легка, легко опрацьовується, міцна. Використовується місцевим населенням, наприклад, для будівництва будинку, виробництво черепиці, для ритуальних послуг, і т.д. дерево занадто рідкісне, щоб мати велику комерційну цінність. Вид вирощують в Уханьському Ботанічному саду, Китай. Вважається, що не вирощується за межами Китаю.

## Загрози та охорона
Вид був предметом надзвичайно інтенсивних рубок від 1970-х до 1990-х років. Росте в кордонах двох заповідників: англ. Dabashan Nature Reserve, англ. Xuebaoshan Nature Reserve.